# Infraestructura como servicio

Capas técnicas soportadas por el proveedor en el caso de una nube tipo IAAS.

La infraestructura como servicio (en inglés: infrastructure as a service, abreviado IaaS) es un modelo de computación en la nube por medio del cual el proveedor de servicios en la nube suministra recursos de computación tales como el almacenamiento, la red, los servidores y la virtualización (que se refiere generalmente a la emulación de equipos informáticos). Este servicio permite liberar a los usuarios de la tarea de mantener un centro de datos propio. El proveedor de servicios en la nube almacena estos recursos, ya sea en una nube pública (en cuyo caso los usuarios comparten hardware, almacenamiento y red con otros usuarios), una nube privada (en cuyo caso no se comparten estos recursos) o una nube híbrida (una combinación de los dos modelos).
La infraestructura como servicio proporciona al consumidor API de alto nivel utilizadas para indireccionar detalles a bajo nivel de infraestructura como recursos de informática física, ubicación, particionado de datos, escalado, seguridad, copia de seguridad etc. Un hipervisor, como Xen, Oracle VirtualBox, Oracle VM, KVM, VMware ESX/ESXi, o Hyper-V, LXD, ejecuta las máquinas virtuales como huéspedes. Pools de hypervisors dentro del sistema operacional de la nube pueden apoyar gran cantidad de máquinas virtuales y la capacidad de adaptarse a los servicios según los requisitos de los clientes.

## Visión general
Los contenedores de Linux funcionan en particiones aisladas de un núcleo Linux, que a la vez se ejecuta directamente en el hardware. Linux cgroups y namespaces son las tecnologías subyacentes de Linux para aislar, asegurar y dirigir los distintos contenedores.
La contenedorización ofrece un rendimiento más alto que la virtualización debido a que no hay una sobrecarga por uso de hipervisor. Además, la capacidad del contenedor aumenta dinámicamente cuando el contenedor se va llenando, lo que elimina el problema de tener sobreprovisiones y entonces adapta su gasto según lo que necesite.
Las nubes IaaS a menudo ofrecen recursos adicionales como una imagen de disco de una máquina virtual, almacenamiento de bloque crudo, almacenamiento de archivos o de objetos, cortafuegos, balanceadores de carga, direcciones IP, redes de área locales virtuales (VLANs), y paquetes de software.
Destacados proveedores de IaaS, como GoGrid, FlexiScale y Joyent, suministran infraestructura a los usuarios a través de internet. Los usuarios pueden ejecutar y desplegar diversos programas. Tienen control sobre sistemas operativos, aplicaciones desplegadas y almacenamiento, pero carecen de control sobre la infraestructura subyacente.
El Instituto Nacional de Estándares y Tecnología (NIST) define en el apartado sobre computación en la nube a la infraestructura como servicio como:

La capacidad proporcionada al consumidor (...) de provisionar procesamiento, almacenamiento, redes y otros recursos informáticos fundamentales donde el consumidor puede implementar y ejecutar software arbitrario, donde puede incluir sistemas operativos y aplicaciones. El consumidor no administra ni controla la infraestructura subyacente de la nube, pero tiene control sobre los sistemas operativos, el almacenamiento y otras aplicaciones implementadas; y posiblemente un control limitado de los componentes de red seleccionados (por ejemplo, firewalls host).

Según el Grupo de Trabajo de Ingeniería de Internet (IETF), el servicio más básico de la nube es el modelo que puede ofrecer infraestructura TIC (máquinas virtuales y otros recursos) como servicio a suscriptores. 
Los provedores de IaaS según las necesidades del cliente desde sus centros de datos. Para ofrecer una mejor conectividad de área ancha, los clientes pueden utilizar el Internet o nubes cargadoras (redes privadas virtuales). Para sus aplicaciones, los usuarios instalan imágenes de sistemas operativos y su software en la infraestructura de la nube.[cita requerida] En este modelo, los usuarios de la nube mantienen los sistemas operativos y el software de aplicación. Los proveedores típicamente enuncian y cobran los servicios IaaS según la utilidad que se esté haciendo del servicio: el coste refleja la cantidad de los recursos requeridos y consumidos.

## Usos
La IaaS proporciona una amplia gama de casos de usos para los diferentes servicios que entran en este.

### Informática (procesamiento de datos, pruebas de software, alojamiento de aplicaciones, etc.)
El primer tipo de uso de IaaS es la computación en nube como servicio. En este, como ya mencionamos, se alquilan servidores virtuales o instancias de almacenamiento y potencia de cálculo para ejecutar aplicaciones u otros procesos en la nube. En el cual, a diferencia de un plan de alojamiento normal, normalmente se sigue un modelo de pago por uso y se puede escalar libremente según las necesidades en tiempo real. Se puede también optar por planes mensuales para pagos predecibles.

### Alojamiento de sitios web
Los grandes proveedores de IaaS se encuentran entre los principales proveedores de alojamiento web del mundo.[cita requerida]
Hay varias razones por lo que las personas eligen un proveedor de IaaS para el alojamiento web básico.
1. Al no tener que pagar por un apoyo activo o por entorno específico, suele ser más barato, especialmente a escala. Por eso, para las agencias y los departamentos internos de las empresas que gestionan una cartera de sitios web, IaaS suele ser la opción ideal.
2. Si se ejecuta una aplicación pesada o se tiene miles de millones de visitantes mensuales, un servicio de alojamiento web normal podría tener problemas para ofrecer la estabilidad que se requiere. Con IaaS, sin embargo, se puede escalar automáticamente para satisfacer el uso fluctuante.
3. Se puede personalizar la máquina virtual para optimizar la velocidad y el rendimiento del sitio web. Por el costo aumentará por configurar un entorno de servidor adecuado sin los conocimientos apropiados.

### Almacenamiento (gestión de archivos, copias de seguridad)
Otro uso para IaaS es el ‘almacenamiento como servicio’.
Con la existencia de ordenadores y archivos digitales desde hace décadas, el almacenamiento y la gestión de archivos se han vuelto más difíciles para las grandes empresas. Cada vez que se actualizan los ordenadores y sistemas, la exportación de archivos y datos se vuelve más laboriosa.
IaaS es una solución para almacenar archivos y documentos en la nube. Puedes gestionar el acceso público a los archivos, controlar la ubicación del servidor, categorizar los archivos automáticamente en “cubos” y mucho más.

### Almacenamiento a largo plazo (archivado)
Una característica útil de IaaS es que se tienen varios niveles de almacenamiento. Por ejemplo, se puede elegir un almacenamiento barato y de acceso lento, también conocido como almacenamiento en frío, si es que no se va a necesitar un acceso frecuente a los datos.

### Servicios de red
La red es la tercera capa de los servicios IaaS. Está conectada a la usabilidad general de los demás productos.
Por ejemplo, utilizando redes virtuales, se puede crear una nube híbrida que utilice tanto máquinas in situ como máquinas virtuales para el mismo fin.
Aunque no se tenga un solo servidor físico, las máquinas IaaS vienen con servicios de red incorporados. Con una WAN virtual y direcciones IP únicas, pueden comunicarse entre máquinas virtuales sin conectarse al Internet público.
Los proveedores modernos también ofrecen equilibrio de carga, cortafuegos y seguridad en tiempo real, y optimización de la WAN.